# Uvaria relambo
Uvaria relambo är en kirimojaväxtart som beskrevs av Deroin och Laurent Gautier. Uvaria relambo ingår i släktet Uvaria och familjen kirimojaväxter. Inga underarter finns listade i Catalogue of Life.